# LG GT540
LG GT540 Optimus — смартфон компанії LG Electronics на базі операційної системи Google Android, випущений у 2010 році. LG GT540 орієнтований на роботу у соціальних мережах і позиціонується компанією як смартфон початкового рівня. Пристрій оптимізовано для користувачів, які ще не мають досвіду роботи зі смартфоном.
Вперше LG GT540 був представлений на Consumer Electronics Show у Лас-Вегасі в січні 2010 року.

## Короткий опис
Ця модель смартфона створена у класичному корпусі, але без клавіатурного блоку, що уподібнює пристрій до слайдера. Набирати повідомлення і вводити телефонні номери можна за допомогою сенсорного екрана, який займає більшу частину лицьової панелі. Також на екран можна виводити від трьох до семи робочих столів з ярликами найбільш використовуваних застосунків і віджетів (новини, прогноз погоди та ін.)
Меню LG GT540 містить до 10 редагованих категорій і зовні нагадує стандартний інтерфейс Android. Крім установлених виробником застосунків, за допомогою сервісу Android Market можна купувати і завантажувати у телефон нові програми та ігри. У смартфоні встановлений інтернет-пакет з застосунками Google, які стають доступні після авторизації. Клієнтський застосунок LG для роботи у соціальних мережах дає змогу відстежувати свої облікові записи на популярних мережевих сервісах (Facebook, Twitter, Bebo, «ВКонтакті» та «Однокласники»).
Виведення оновленої інформації з цих сайтів у режимі реального часу забезпечують віджети Social Networking System (SNS), які не потребують доступу до будь-яких інших застосунків.
LG GT540 підтримує багатозадачність, яка дозволяє одночасно переглядати оновлення на соціальних сайтах і користуватися адресною книгою чи іншими функціями телефона. Вбудований медіаплеєр відтворює відеоформати DivX та Xvid без попередньої конвертації, а трьохмегапіксельна камера оснащена функціями Auto Face-Tagging і Face-To-Action для обміну мультимедійним контентом. Підтримуються технологія прив'язки фотографій до географічного положення і застосунок для відеомонтажа з функцією розкадровки.
Навігація по медіафайлах відображається у вигляді трьохвимірної галереї мініатюр. LG GT540 також оснащений стандартним 3.5-мм аудіо-рознімом для навушників та модулем Bluetooth 2.1.

## Можливості та характеристики
| Технічні характеристики                  |                                                      |
| ---------------------------------------- | ---------------------------------------------------- |
| Частотний діапазон                       | Мережі GSM 850/900/1800/1900/2100                    |
| Розмір                                   | 109 x 54,5×12.9 мм                                   |
| Вага з акумулятором                      | 139 г                                                |
| Ємність стандартного акумулятора         | 1500 мАг                                             |
| Дисплей                                  | 3 дюйм и, TFT, розділова здатність 320х480           |
| Камера                                   | 3 Мпікс, максимальна розділова здатність 2048x1536   |
| Запис відео                              | MP4                                                  |
| Вбудована пам'ять                        | 108 Мб                                               |
| Зовнішня пам'ять                         | MicroSD, до 32 ГБ                                    |
| Повідомлення та комунікаційні можливості |                                                      |
| Підтримка SMS                            | так                                                  |
| Підтримка MMS                            | так                                                  |
| Підтримка E-mail                         | так                                                  |
| WAP                                      | 2.0                                                  |
| GPRS                                     | Class12                                              |
| EDGE                                     | Class12                                              |
| USB                                      | Micro USB                                            |
| Інфрачервоний порт                       | Немає                                                |
| Bluetooth                                | 2.1 + EDR                                            |
| Інші функції                             |                                                      |
| Вбудована телефонна книга                | так                                                  |
| Ідентифікація абонента по фотографії     | так                                                  |
| Організатор                              | так                                                  |
| Будильник                                | так                                                  |
| Калькулятор                              | так                                                  |
| Диктофон                                 | так                                                  |
| Функція швидкого набору номера           | так                                                  |
| Синхронізація з ПК                       | так                                                  |
| Функція знімного диска                   | так                                                  |
| Вібродзвінок                             | так                                                  |
| Гучний зв'язок                           | так                                                  |
| Вбудовані ігри                           | так                                                  |
| Підтримка JAVA                           | так                                                  |
| Абонентські групи                        | так                                                  |
| Вбудований аудіо плеєр                   | так                                                  |
| Вбудований відео плеєр                   | так                                                  |
| Еквалайзер                               | так                                                  |
| FM-радіо                                 | так                                                  |
| Соціальні мережі                         | Facebook, Twitter, Bebo, «Вконтакте», «Однокласники» |